# Dividendo
El dividendo es la cuota de dinero de una empresa que se reparte entre los accionistas de una sociedad. El dividendo constituye la principal vía de remuneración de los accionistas como propietarios de una sociedad. Su importe debe ser aprobado por la Junta General de Accionistas de la sociedad, a propuesta del consejo de administración.

## Etimología
La palabra dividendo deriva del gerundivo de dividir, la cual deriva del latín dividere: partir, separar. Se ve como un recurso económico.

## Clases de dividendo
Por un lado, el dividendo activo es la parte del beneficio obtenido por las sociedades mercantiles cuyos órganos sociales acuerdan que sea repartido entre los socios de las mismas. Es decir, una vez acordado su reparto, es un crédito del socio frente a la sociedad. Por otro lado, el dividendo pasivo es el crédito que ostenta la sociedad mercantil frente al socio, por la parte del capital social que suscribió y que se comprometió a desembolsar. La diferencia entre las aportaciones y el desembolso inicial de los accionistas.

## Regulación legal

### Dividendo Activo
Anualmente las sociedades mercantiles tienen la obligación legal de efectuar el cierre de cuentas, normalmente referido al último día del año natural, si bien la fecha del cierre puede ser libremente elegida por los socios en los estatutos sociales. De las operaciones de cierre se extrae, entre otros, el estado contable denominado Estado de resultados o Cuenta de Pérdidas y Ganancias (P y G), que contiene la información del resultado obtenido por la sociedad en el ejercicio a que se refiere dicha cuenta de pérdidas y ganancias.
En caso de obtención de beneficios hay que proceder, en primer lugar, a compensar las pérdidas que, en su caso, la sociedad tenga acumuladas de ejercicios anteriores y que impliquen que el patrimonio neto de la sociedad sea inferior a la cifra del capital social y, en segundo lugar, a la dotación de las reservas, tanto las reservas legales como las reservas estatutarias, estas últimas para el caso de que los estatutos contengan esta previsión.
Tras dichas operaciones, el beneficio obtenido podrá ser repartido entre los socios, siendo la Junta General de Accionistas el órgano encargado de establecer la cuantía, el momento y la forma de pago del dividendo a repartir.
Cabe la posibilidad de repartir un dividendo a cuenta de beneficios futuros, siempre y cuando los administradores sociales justifiquen la existencia de liquidez suficiente y que dicho dividendo a cuenta no exceda de la cuantía de los resultados obtenidos desde el fin del último ejercicio, así como que no se repartan cantidades suficientes para atender a la compensación de pérdidas de ejercicios anteriores, para dotar las reservas y para satisfacer el impuesto que grave el beneficio que se prevea obtener.

### Definición de acuerdo a la doctrina mexicana
La doctrina mexicana define al dividendo como “el derecho individual que corresponde a todos los socios para percibir un beneficio económico, de forma más o menos regular, de las utilidades que obtenga la sociedad.”

## Dividendo Pasivo
El dividendo pasivo es el crédito que ostenta la sociedad frente al socio que habiendo suscrito un determinado número de acciones, bien con motivo de la fundación de la sociedad, bien con motivo de un aumento de capital con emisión de nuevas acciones, no ha desembolsado la totalidad del valor de las acciones suscritas. En derecho mercantil vigente en España esta posibilidad sólo está contemplada para las Sociedades Anónimas en las que se permite el desembolso parcial del 25% del valor nominal de cada acción, si bien los estatutos sociales o el órgano de administración de la compañía deberá establecer la forma y plazo para el desembolso del resto. Mientras subsiste la falta de pago de los dividendos pasivos en el plazo establecido, el accionista moroso está privado del derecho al voto en las Juntas Generales, del derecho a percibir dividendos y del derecho de suscripción preferente de nuevas acciones. Además, por el atraso en el pago de los dividendos pasivos, deberá satisfacer a la sociedad el interés de demora."Cantidad de capital pendiente de desembolso"
Las acciones parcialmente desembolsadas se califican como acciones no liberadas.

## Política empresarial de dividendos
El objetivo financiero de la empresa es aumentar el valor de mercado de las acciones. Todas las empresas tienen que formular su propia política de dividendos, incluido el caso extremo de aquellas que excepcionalmente deciden no pagar ningún dividendo. Los principios generales que establecen esta política son:
- La cuestión fundamental es la capacidad de la empresa de generar beneficios y el riesgo a que están sujetos los mismos y es tan importante la política de dividendos.
- Usualmente cuando una empresa dispone de muchas oportunidades de inversión disminuye el coeficiente de reparto de dividendos.
- No conviene sorprender a los accionistas con cambios imprevistos en la cuantía de los dividendos.

### Aplicaciones de la política de dividendos
- Dividendo anual constante. El exceso de beneficios sirve para dotar una cuenta de reservas que puede servir en ejercicios en que no fuera suficiente el beneficio obtenido para el pago del dividendo constante.
- Porcentaje fijo sobre los beneficios del ejercicio.
- Arbitrarios según las situaciones y conveniencias de la empresa. Puede existir como variante el pago de un dividendo mínimo que se completa en su caso por la entrega de acciones liberadas o dividendos extraordinarios.

## Fechas del dividendo
Fecha ex-dividendo — el día en el cual las acciones compradas y vendidas ya no vienen unidas al derecho de cobrar el dividendo declarado más recientemente.